# Ola Brunkert
Ola Brunkert, né le 15 septembre 1946 à Örebro et mort accidentellement le 16 mars 2008 dans sa villa de Betlem, quartier situé à l'est de la ville d'Artà (à l'est de l'île de Majorque), est l'ancien batteur du groupe de musique suédois ABBA. Il est le seul avec Rutger Gunnarsson à avoir participé à tous les albums du groupe.
Il a collaboré également avec d'autres artistes suédois : Ted Gärdestad, Tomas Ledin, Peter Lundblad (en), Pugh Rogefeldt, Janne Schaffer, Björn Skifs, Sveriges Jazzband, Monica Törnell (en), Magnus Uggla et Jerry Williams.